# Scitala sericans
Scitala sericans är en skalbaggsart som beskrevs av Wilhelm Ferdinand Erichson 1842. Scitala sericans ingår i släktet Scitala och familjen Melolonthidae. Inga underarter finns listade i Catalogue of Life.